# Рыклин, Григорий Ефимович
Григорий (Гирш) Ефимович Рыклин (2 [14] февраля 1894, Литовск, Стародубский уезд, Черниговская губерния — 6 марта 1975, Москва) — советский писатель и журналист, сатирик.

## Биография
Печатался с 1918 года. С 1938 по 1948 год главный редактор журнала «Крокодил». Автор фельетонов и других сатирических произведений. Работал в редакции «Известий». Похоронен на Новодевичьем кладбище в Москве, рядом с сыном Александром (1921—1942).

## Награды
- орден Трудового Красного Знамени (23.09.1945)

## Сочинения
- Газета и селькор. — М., 1925.
- Десять бесед с селькором. — М., 1925.
- Деревня в 1905 году. — М. — Л., 1926.
- Вообще и в частности. — М. — Л., 1928.
- Еврейский колхоз. - М., 1931.
- Для эстрады. — М. — Л., 1937.
- Правдивые рассказы (Из записной книжки фельетониста). — М., 1945.
- Дать по шапке. — М., 1948.
- Хочу приветствовать!. — М., 1948.
- Пожалуйста... — М., 1955.
- Сумасшедшие предки. — М., 1957.
- Знакомые всё лица. — М., 1958.
- К вопросу о ведьмах. — М., 1960.
- Простите, читатель… — М., 1961.
- Нельзя не удивляться. — М., 1962.
- Приятно вспомнить (Из записной книжки фельетониста). — М., 1962.
- Вот какие дела! — М., 1963.
- Какие носы сейчас в моде? — М., 1964.
- А у нас в Зареченске. Рассказы и фельетоны. — М., 1966.
- Прошу не смеяться. — М., 1968.
- Семьдесят пять. — М., 1969.
- Грустный рассказ и другие веселые истории. — М., 1970.
- Если память мне не изменяет… — М., 1968 (2-е изд.: М., 1973).
- Не знаете ли, как похудеть? — М., 1973.